# Jerry Kramsky
Jerry Kramsky (né Fabrizio Ostani en 1953) est un scénariste de bande dessinée et écrivain italien. Ami d'adolescence de Lorenzo Mattotti, il lui a écrit plusieurs scénarios.

## Œuvres publiées en français
- Doctor Nefasto, avec Lorenzo Mattotti, Albin Michel, 1989.
- Labyrinthes, avec Lorenzo Mattotti, Le Seuil, 1999.
- Murmure, avec Lorenzo Mattotti, Le Seuil, 2001.
- Docteur Jekyll & Mister Hyde, avec Lorenzo Mattotti, Casterman, coll. « Grand Format », 2002[1]..
- Guirlanda, avec Lorenzo Mattotti, Casterman, coll. « Grand Format », 2017.

## Prix et récompenses
- 2003 : Prix Eisner de la meilleure édition américaine d'une œuvre internationale pour Docteur Jekyll & Mister Hyde